# Karl Eberhard Schöngarth
Karl Eberhard Schöngarth. (22 de abril de 1903 - 16 de mayo de 1946) fue un oficial alemán de las SS durante el nazismo. Fue un criminal de guerra que perpetró asesinato en masa y genocidio durante la ocupación alemana de Polonia durante el Holocausto en Polonia.

## Primeros años y carrera
Karl Georg Eberhard Schongarth nació el 22 de abril de 1903 en Leipzig, Alemania. Su padre era un maestro cervecero. Eberhard comenzó la escuela secundaria a la edad de 11 años, pero pronto dejó sus estudios para trabajar en un centro de jardinería y así apoyar el esfuerzo bélico. El 7 de marzo de 1918 Eberhard recibió una "Cruz de Hierro para Jóvenes". Después de la guerra, regresó a la escuela secundaria para completar su educación, pero lo dejó para unirse a un grupo paramilitar en Turingia. Finalmente, entró a formar parte de un grupo nazi local en Erfurt en noviembre de 1923 al comprobar que la organización estaba de acuerdo con sus tendencias etnonacionalistas. Eberhard huyó a Coburg para intentar escapar de un juicio por traición, pero finalmente regresó a Erfurt y fue amnistiado. En 1924 Eberhard terminó su educación secundaria y consiguió un trabajo en el Deutsche Bank mientras se unía también al Regimiento de Infantería del Ejército 1/15 en Gießen.
Eberhard se unió más adelante a las SA como miembro número 43.870 mientras solicitaba la expulsión del ejército. Para 1924, la participación de Eberhard en el partido nazi había disminuido y se matriculó en la Universidad de Leipzig, donde se licenció en económicas y derecho. Completó su primer examen de abogacía en 1928 y consiguió un trabajo en el  tribunal superior de Naumburg A continuación, el 28 de junio de 1929, a la edad de 26 años, se doctoró en Derecho en el Instituto de "Trabajo y Derecho" y obtuvo el "cum laude. Su tesis doctoral versaba sobre "la denegación de la rescisión del contrato de trabajo". En diciembre de 1933 decidió hacer su segundo examen de abogacía y se convirtió en funcionario de los tribunales de Magdeburg, Erfurt y Torgau.

## Vida familiar
Eberhard se casó con Dorothea Gross, con quien tuvo dos hijos.

## Comienzo de la participación nazi
Después de convertirse en un funcionario de lo, Eberhard comenzó a involucrarse más fuertemente en el partido nazi. El 1 de febrero de 1933 se unió a las SS como miembro número 67.174 y número nazi 2.848.857. Como la pertenencia al partido era ahora imprescindible para conseguir un puesto en el gobierno en Alemania, su membresía le permitió convertirse en un jefe de oficina de correos en Erfurt. En 1933 se convirtió en miembro de SD], el  organismo de inteligencia de las SS.  Dejó su puesto de jefe de correos el 1 de noviembre de 1935 y se unió a la Gestapo. Durante su tiempo de trabajo con la Gestapo trabajó en la oficina principal de prensa, en el consejo político-eclesiástico y en la oficina de distrito de Arnsberg]. También sirvió como jefe de la policía en Münster y fue nombrado consejero del gobierno. Aunque se desconoce por qué encontró empleo en la iglesia política, una carta de Reinhard Heyrich al Ministerio del Interior del Reich recomendaba que Eberhard pasara a formar parte de Policía Secreta de Estado debido a sus amplios antecedentes y conocimientos legales. De la Gestapo pasó a las SS, donde fue subiendo de rango, convirtiéndose en primer teniente, capitán, mayor y teniente coronel en 1939, y de coronel a general de brigada en 1940.

## Crímenes de guerra
Durante la Invasión alemana de Polonia fue ascendido a SS Obersturmbannführer. Más tarde ascendió a inspector superior de la RSHA en Dresde.
En enero de 1941 fue enviado a Cracovia, en la Polonia ocupada, como comandante principal del SiPo y SD. Durante el tiempo en que Schöngarth estuvo estacionado en Cracovia, formó varios Einsatzgruppen (Grupos de Acción Especial) en Varsovia, Radom, y Lublin, con la intención de perpetrar masacres. Fue responsable del asesinato de hasta 10.000 Judíos polacos entre julio y septiembre de 1941 y de la masacre de profesores de Leópolis detrás de la primera línea de Operación Barbarroja en la Unión Soviética. Schöngarth asistió a la Conferencia de Wannsee el 20 de enero de 1942, junto con el Dr.Rudolf Lange (Einsatzgruppen A), que también había participado en el Holocausto. Desde principios de julio de 1944 hasta el final de la guerra fue el BdS en los Países Bajos. También se dice que mató a 263 personas - incluido un soldado alemán - en represalia por una emboscada al general de las SS Hanns Albin Rauter, el 6 de marzo de 1945.
En 2019, se descubrió una fosa común que contenía los restos de más de 1.000 judíos durante las obras de renovación de las casas de Brest. Un Einsatzgruppe dirigido por Schöngarth asesinó a más de 5.000 judíos entre el 10 y el 12 de julio de 1941.

## Juicio y ejecución
Schöngarth fue capturado por los aliados al final de la guerra en Europa. Después de una investigación sobre sus antecedentes, fue acusado del crimen de asesinar a un piloto Aliado de la Segunda Guerra Mundial el 21 de noviembre de 1944 en Enschede, Países Bajos y juzgado por un tribunal militar Británico en Burgsteinfurt. Fue declarado culpable de este crimen de guerra el 11 de febrero de 1946 y condenado a muerte por ahorcamiento. Schöngarth fue ejecutado por Albert Pierrepoint el 16 de mayo de 1946 en la prisión de Hamelin.